# Hélder Vaz Lopes
Hélder Vaz Lopes (Bissau, 25 de janeiro de 1959) é um diplomata e político guineense.

## Biografia
É licenciado em filosofia pela Universidade Católica Portuguesa. Mestrado em Administração e Gestão Pública na Universidade de Albany.  De 2004 a 2007 foi Senior Advisor e Coordenador do Departamento de Relações Internacionais da UCCLA (União das Cidades Capitais Luso-Afro-Américo-Asiáticas). Foi representante da UCCLA no Conselho Económico e Social das Nações Unidas e nas Comissões Económicas Regionais da ONU para África, América Latina, Ásia e Pacífico e Europa, de 2005 a 2007. 
Entre 1993 e 2004 foi consultor de várias entidades, nomeadamente do Programa das Nações Unidas para o Desenvolvimento, da USAID, do TIPS (Trade and Investment Project Support) e do Grupo Águas de Portugal. Foi Deputado à Assembleia Nacional da Guiné-Bissau (1994 -2004). Foi Ministro de Estado, Ministro da Economia e do Desenvolvimento Regional (2000-2001); 
Entre 1987 e 1992 foi Director do Gabinete de Estudos e Planeamento do Cenfic em Portugal, tendo no mesmo período exercido a actividade de Formador de Empresários, Gestores e responsáveis autárquicos nas áreas do Planeamento Estratégico e acesso aos Fundos Comunitários. 
Entre 1999 e 2004 foi Presidente da Resistência da Guiné-Bissau - Movimento Bafatá, tendo sido Secretário-Geral do mesmo partido entre 1991-1996.
Foi Diretor Geral da CPLP entre janeiro de 2008 e janeiro de 2014.
Em 2016 foi nomeado Embaixador da Guiné-Bissau em Portugal.